# Công nghệ trong Chiến tranh giữa các vì sao
Loạt phim sử thi không gian opera bom tấn Star Wars đã mượn nhiều khái niệm khoa học và công nghệ thực tế trong câu chuyện của nó. Ngược lại, Star Wars đã được mô tả, truyền cảm hứng và ảnh hưởng đến nhiều công nghệ tương lai, cả về công nghệ tồn tại và đang được phát triển. Trong phần mở đầu của cuốn tiểu thuyết Sự trở lại của Jedi, tác giả James Kahn đã viết: " Star Wars cũng rất quan tâm đến mối quan hệ giữa nhân loại và máy móc, đối với tôi, trở lại cả những bộ phim đầu tiên. Trong Jedi, chủ đề vẫn giữ nguyên, các lực lượng tự nhiên thô sơ đã có thể hạ bệ vũ khí dường như bất khả chiến bại của Đế chế tà ác."
Trong khi nhiều công nghệ trong số này tồn tại và được sử dụng ngày nay, chúng không phức tạp như trong Star Wars. Một số công nghệ trong phim thậm chí không được coi là có thể trong thời hiện đại. Nhiều công nghệ được mô tả bằng Star Wars song song với các khái niệm và công nghệ thực tế hiện đại, mặc dù một số công nghệ đó có sự khác biệt đáng kể.

## Bộ phận thay thế
Trong Star Wars, bộ phận giả được nhìn thấy lần đầu trên phim vào cuối phim The Empire Strikes Back. Các chân tay giả được thấy trong các bộ phim có vẻ gần giống với chân tay tự nhiên, về kích thước, hình dạng và chuyển động. Sự khác biệt duy nhất là vật liệu mà chân tay giả được làm bằng, khác với vật liệu hữu cơ của chân tay tự nhiên và các cơ quan khác mà bộ phận giả thay thế. Độ chính xác như vậy không được xem là có thể bởi các phương tiện công nghệ hiện tại. Tuy nhiên, theo nghiên cứu và phát triển gần đây được tiến hành tại Đại học Case Western, nơi sản xuất chân tay giả tương tự như trong Star Wars, khả năng tạo ra bộ phận giả đã trở nên gần gũi hơn với thực tế.
Một sản phẩm tương tự, thậm chí gần gũi hơn với chân tay hữu cơ tự nhiên, được gọi là hệ thống cánh tay DEKA và được đặt tên là "The Luke", dựa theo bàn tay giả của Luke Skywalker, đã được Cục Quản lý Thực phẩm và Dược phẩm Hoa Kỳ phê duyệt sau tám năm thử nghiệm và phát triển.
Gần đây, các nhà khoa học đã bắt đầu phát triển áo jacket da nhân tạo để dấu đi phần chân tay giả, tạo ra một hiệu ứng tương tự như những gì được nhìn thấy trong các bộ phim của Star Wars.

## Công nghệ năng lượng mặt trời
Công nghệ năng lượng mặt trời không quá phổ biến trong vũ trụ Star Wars, được sử dụng chủ yếu bởi Chiến đấu cơ TIE của Đế chế (viết tắt của Twin Ion Engine hay Động cơ Ion đôi). Một tính năng khác biệt của chiến đấu cơ TIE là, mặc dù phạm vi ngắn của nó, hai tấm pin mặt trời bên cánh cung cấp phần lớn năng lượng đẩy, cũng như cung cấp năng lượng cho các khẩu pháo laser. Các loại chiến đấu cơ không gian tương tự, được gọi là Oanh tạc cơ TIE, cũng sử dụng cánh năng lượng mặt trời. Oanh tạc cơ TIE không thực hiện các pha nhào lộn trong không gian, như chiến đấu cơ TIE, nhưng thay vào đó được sử dụng để thả chất nổ như bom ion, ngư lôi vào các mục tiêu trên mặt đất.
Một thí nghiệm vận chuyển electron được thực hiện bởi các nhà khoa học năm 2005 liên quan đến một thiết kế tàu chiến TIE siêu phân tử. Không rõ liệu thí nghiệm có đạt được kết quả mong muốn hay không.
Con tàu vũ trụ mà Bá tước Dooku trốn thoát ở gần cuối phim Star Wars: Episode II kéo ra một cánh buồm mặt trời, theo George Lucas trong phiên bản DVD của bộ phim. Cánh buồm, dường như được làm bằng plasma, tạo thành hình dạng và hoạt động như một nguồn năng lượng bằng cách hấp thụ ánh sáng mặt trời và tạo ra động cơ đẩy khi tàu vũ trụ được gắn vào để phóng. Lucas không giải thích nhiều về cách hoạt động của cánh "buồm" này, cách hoạt động của nó, hoặc bất kỳ thông số kỹ thuật nào của nó.

## Người máy
Star Wars mô tả các robot tương tự như công nghệ robot hiện tại, mặc dù ở cấp độ cao hơn và phát triển hơn nhiều.[9] Công nghệ người máy trong Star Wars thường được chia thành hai loại, như trong thực tế hiện đại: quân sự và dân sự.

### Dân sự
Một số robot trong vũ trụ Star Wars có khả năng thực hiện nhiều loại tác vụ, trong khi những người máy khác chỉ có thể thực hiện một loại tác vụ. Ví dụ, 21-B được tạo ra chỉ với mục đích duy nhất là thực hiện các nhiệm vụ y tế. Những loại khác, chẳng hạn như droid giao thức hình người như C-3PO, được xây dựng cho nhiều mục đích. Những phạm vi từ các công việc vật lý cơ bản để dịch thuật giữa các hình thức giao tiếp khác nhau, bao gồm cả với các máy tính tinh vi và các hình thức trí tuệ nhân tạo khác.[11] Các droid hình thùng khác, chẳng hạn như R2-D2, được xây dựng với nhiều tính năng và khả năng. Chúng bao gồm sửa chữa và lập trình các thiết bị tiên tiến, cũng như duy trì bảo quản chúng.
Các khái niệm cơ bản và mục đích cho robot trong Star Wars, như trong cuộc sống thực, là để giúp làm giảm sự lao động của con người, hỗ trợ con người với các yêu cầu phức tạp, cũng như lưu trữ và quản lý thông tin phức tạp. Một thứ song song với thế giới hiện đại là việc sử dụng robot trong Star Wars cho các nhiệm vụ không được coi là an toàn hoặc quá nguy hiểm đối với con người bình thường. Robot cũng được xem như một nguồn cắt giảm chi phí nhân công.

### Quân sự
Robot quân sự trong vũ trụ Star Wars được xây dựng trên cùng một nguyên tắc như robot quân sự hiện đại. Trong khi hầu hết các robot quân sự trong thế giới hiện đại được thiết kế theo nhiều hình dạng khác nhau, tùy thuộc vào mục đích của chúng, các robot quân sự của vũ trụ Star Wars chủ yếu là hình người, và được xây dựng để bắt chước những binh sĩ sống, hữu cơ, chủ yếu là con người.
Một sự tương đồng lớn giữa robot quân sự hiện đại và vũ trụ Star Wars là các robot khác nhau được xây dựng và thiết kế cho các mục đích cụ thể khác nhau, cho dù mục đích đó là chiến tranh mặt đất, chiến tranh hàng hải, chiến tranh trên không hoặc chiến tranh không gian, như đã thấy trong nhiều phim Star Wars. Việc sử dụng như vậy được coi là không thực tế và không khả thi theo các phương tiện hiện tại, do sự tinh tế và nguồn lực mà mỗi đơn vị cá nhân yêu cầu.
Một sự khác biệt đáng chú ý của robot trong vũ trụ Star Wars, cho dù là quân sự hay dân sự, là cảm giác độc lập và tự nhận thức mạnh mẽ của họ, so với các robot hiện tại. Điều này chủ yếu là do các robot trong Star Wars có nhiều cảm biến tiên tiến hơn và các hệ thống tự tính hơn các robot hiện tại. Mặc dù khả năng hạn chế của các robot hiện tại, Tiến sĩ Jonathan Roberts, giám đốc Phòng thí nghiệm Hệ thống tự trị CSTRO, tuyên bố rằng vai trò của robot trong việc hỗ trợ con người sẽ tăng lên, tương tự như những gì được thấy trong Star Wars.
The Christian Science Monitor báo cáo vào năm 2011 rằng một blogger người Mỹ, hết lòng yêu nước, đã cố gắng quyên tiền để xây dựng một robot AT-AT cho quân đội Mỹ. Heikko Hoffman, một chuyên gia về robot của HRL Laboratories, mặc dù không liên quan đến dự án, cho rằng AT-AT là có thể, mặc dù một số thiết kế của anh ta nên được thay đổi so với trong vũ trụ Star Wars, vì sự an toàn và tài chính và phí phẫu thuật. Dự án, mặc dù không bị chấm dứt, đã bị đình chỉ, do những lo ngại về bản quyền từ Lucasfilms.
Vào năm 2012, Hải quân Hoa Kỳ đã chế tạo một robot được mô hình hóa theo nhân vật C-3PO, hoạt động cho cả mục đích quân sự và dân sự.

## Laser
Việc sử dụng công nghệ laser trong Star Wars hầu như hoàn toàn dưới dạng vũ khí như được thấy trong phim, mặc dù có một số cuốn sách bên lề đề cập đến việc sử dụng phương tiện pháo laser với mục đích đốt cháy/làm tan băng và tuyết chẳng hạn như cuốn sách thứ 5 trong loạt Jedi Prince, Nữ hoàng của Đế chế (mặc dù không thuộc canon của Star Wars). Vũ khí laser trong Star Wars sử dụng nguyên tắc của laser là nguồn sáng. Nguồn ánh sáng được tạo ra bởi một loạt các sóng. Sóng lan truyền theo mọi hướng, trừ khi được kiểm soát. Kiểm soát hoặc điều hướng của năng lượng ánh sáng còn được gọi là đồng bộ hóa. Sự tập trung năng lượng này theo một hướng cho nó một cường độ mạnh.[23] Laser có nhiều cách sử dụng khác nhau cho mục đích quân sự, phần nhiều trong đó khác với những gì được nhìn thấy trong Star Wars, nhưng vẫn tuân theo cùng một khái niệm về tập trung năng lượng và/hoặc vật liệu trong phạm vi từ tính giới hạn.
Khi được sử dụng trên một quy mô lớn hơn như ở các khẩu pháo gắn trên tàu Millennium Falcon, chúng cần phải được sạc trước khi sử dụng để chiến đấu.[25]
Một sự khác biệt lớn là cho đến gần đây, công nghệ laser hiện tại không thể phát ra tia laser trong các tia riêng biệt, mà chỉ tạo ra các tia đơn; trong khi Star Wars mô tả cả hai. Ngoài ra Rhett Allai, phó giáo sư vật lý tại Đại học Đông Nam Louisiana, cho rằng các tia năng lượng không phù hợp với định nghĩa của laser và giải thích rằng theo nhiều cách, các khẩu pháo laser trong Star Wars thực sự thách thức các quy tắc vật lý.[26]
Các nhà nghiên cứu ở Ba Lan hợp tác với Khoa Vật lý tại Đại học Warszaw, tuy nhiên tuyên bố họ đã phát triển laser được dưới dạng tia riêng biệt và quay lại. Các chuyên gia tuyên bố rằng các tia laser này rất mạnh và có cường độ cao, khiến chúng bị ion hóa. Sự tương tác của xung với plasma tạo ra ánh sáng ở nhiều bước sóng khác nhau.[27[28][29]
Phòng thí nghiệm nghiên cứu không quân Mỹ hiện đang phát triển lâu dài một loại vũ khí laser trên không. Mục tiêu của họ là để làm cho máy bay chiến đấu laser có khả năng sử dụng vào năm 2030. Các khẩu pháo laser sử dụng cùng một khái niệm về công nghệ dựa trên ion như đã thấy trong Star Wars.[30][31]
Công ty Israel Rafael Advanced Defense Systems tuyên bố vào năm 2014 rằng nó đã gần hoàn thành việc phát triển các tấm khiên bằng laser mang tên Iron Beam, người phát ngôn của công ty so sánh nó với laser của Star Wars. Công ty tuyên bố rằng Iron Beam có thể làm chệch hướng máy bay tự hành, tên lửa, hỏa tiễn và súng cối.
Trong nỗ lực phát triển tương tự, các nhà khoa học Trung Quốc sản xuất súng laser có thể vô hiệu hóa các cảm biến của tên lửa, vệ tinh và các thiết bị cảm biến được trang bị khác. Súng được kỳ vọng sẽ được quân đội Trung Quốc sử dụng trong chiến tranh tương lai và được so sánh với súng laser trong Star Wars.
Một phát triển gần đây và tiên tiến hơn trong năm 2017 liên quan đến sinh viên tại Đại học Macquarie ở Úc đã phát triển một phương pháp phóng đại năng lượng laser bằng cách sử dụng kim cương. Khái niệm này tương tự như các tinh thể kyber hư cấu được sử dụng trong vũ trụ Star Wars để tăng sức mạnh vũ khí laser từ quy mô nhỏ hơn (ví dụ: súng laser, kiếm ánh sáng) đến cường độ siêu mạnh áp dụng lên Ngôi sao Chết. Công suất laser của Ngôi sao Chết hoạt động theo cách tương tự như vậy bằng cách tập trung nhiều chùm ánh sáng vào một điểm rồi kết hợp thành một chùm đơn. Tia này được mô tả là mạnh hơn bình thường vì nó có thể được sử dụng cho mục đích phá hủy/làm hư hại vật thể rắn như máy bay và mảnh vụn do đó nó được so sánh với công nghệ laser trong Star Wars.